# Highlands and Islands (Wahlregion)
| Highlands and Islands                                                                                   |
| --- |
| Highlands and Islands                                                                                   |
| Gebildet                                                                                                |
| 1999 |
| Regionen                                                                                                |
| Argyll and Bute (Teile) Äußere Hebriden Highland Moray (Teile) Orkney Shetland                          |
| Sitze                                                                                                   |
| Scottish National Party: 7 Conservative Party: 3 Labour Party: 2 Liberal Democrats: 2 Scottish Green: 1 |

Highlands and Islands ist eine der acht schottischen Wahlregionen zur Wahl des Schottischen Parlaments. Sie wurde auf Grundlage des Scotland Act von 1998 geschaffen und umfasst die Council Areas Äußere Hebriden, Highland, Orkney und Shetland sowie Teile der Regionen Argyll and Bute und Moray und ist in acht Wahlkreise unterteilt. Im Rahmen der Revision der Wahlregionen im Jahre 2011 wurden die Außengrenzen sowie die Grenzen der Wahlkreise neu gezogen. Die ersten Wahlen fanden im Rahmen der Parlamentswahl vom 6. Mai 1999 statt.
An die Region Mid Scotland and Fife grenzen von West nach Ost die Wahlregion West Scotland, Mid Scotland and Fife und North East Scotland an.

## Geographische Aufteilung
Unter der Region sind acht Wahlkreise zusammengefasst, die vor der Revision der Wahlkreise im Jahre 2011 bezüglich Benennung und Zuschnitt den Wahlkreisen zum Britischen Parlament entsprachen. Jeder Wahlkreise stellt einen nach dem Mehrheitswahlrecht bestimmten Repräsentanten. Außerdem werden sieben Additional Members gewählt.

### 1999–2011
| Wahlkreis | Karte                 | Region                |
| --- | --------------------- | --------------------- |
| 1. Argyll and Bute 2. Caithness, Sutherland and Easter Ross 3. Inverness East, Nairn and Lochaber 4. Moray 5. Orkney 6. Ross, Skye and Inverness West 7. Shetland 8. Western Isles | Highlands and Islands | Highlands and Islands |

### 2011–
| Wahlkreis | Karte                 | Region                |
| --- | --------------------- | --------------------- |
| 1. Argyll and Bute 2. Caithness, Sutherland and Ross 3. Inverness and Nairn 4. Moray 5. Na h-Eileanan an Iar 6. Orkney 7. Shetland 8. Skye, Lochaber and Badenoch | Highlands and Islands | Highlands and Islands |

## Wahlergebnisse

### Parlamentswahl 1999
| Ergebnisse der Parlamentswahl 1999 | Ergebnisse der Parlamentswahl 1999 | Ergebnisse der Parlamentswahl 1999 | Ergebnisse der Parlamentswahl 1999 | Ergebnisse der Parlamentswahl 1999 |
| Partei                             | Stimmen                            | %                                  | Sitze                              | Add. Member                        |
| ---------------------------------- | ---------------------------------- | ---------------------------------- | ---------------------------------- | ---------------------------------- |
| SNP                                | 55.593                             | 27,7                               | 2                                  | 2                                  |
| Labour Party                       | 51.371                             | 25,5                               | 1                                  | 3                                  |
| Liberal Democrats                  | 43.226                             | 21,4                               | 5                                  | 0                                  |
| Conservative Party                 | 31.122                             | 14,9                               | 0                                  | 2                                  |
| Scottish Green                     | 7560                               | 3,8                                | 0                                  | 0                                  |
| I Noble                            | 3522                               | 1,8                                | 0                                  | 0                                  |
| Socialist Labour                   | 2808                               | 1,4                                | 0                                  | 0                                  |
| Highlands and Islands              | 2607                               | 1,3                                | 0                                  | 0                                  |
| Sonstige                           | 4523                               | 2,3                                | 0                                  | 0                                  |

| Mandate                               | Mandate             | Mandate           |
| Wahlkreis                             | Gewählt             | Partei            |
| ------------------------------------- | ------------------- | ----------------- |
| Argyll and Bute                       | George Lyon         | Liberal Democrats |
| Caithness, Sutherland and Easter Ross | Jamie Stone         | Liberal Democrats |
| Inverness East, Nairn and Lochaber    | Fergus Ewing        | SNP               |
| Moray                                 | Margaret Ewing      | SNP               |
| Orkney                                | Jim Wallace         | Liberal Democrats |
| Ross, Skye and Inverness West         | John Farquhar Munro | Liberal Democrats |
| Shetland                              | Tavish Scott        | Liberal Democrats |
| Western Isles                         | Alasdair Morrison   | Labour            |

| Additional Members | Additional Members                          |
| Partei             | Name                                        |
| ------------------ | ------------------------------------------- |
| Labour             | Rhoda Grant Maureen Macmillan Peter Peacock |
| SNP                | Winnie Ewing Duncan Hamilton                |
| Conservative       | Jamie McGrigor Mary Scanlon                 |

### Parlamentswahl 2003
| Ergebnisse der Parlamentswahl 2003 | Ergebnisse der Parlamentswahl 2003 | Ergebnisse der Parlamentswahl 2003 | Ergebnisse der Parlamentswahl 2003 | Ergebnisse der Parlamentswahl 2003 | Ergebnisse der Parlamentswahl 2003 | Ergebnisse der Parlamentswahl 2003 | Ergebnisse der Parlamentswahl 2003 |
| Partei                             | Stimmen                            | %                                  | ±                                  | Sitze                              | ±                                  | Add. Member                        | ±                                  |
| ---------------------------------- | ---------------------------------- | ---------------------------------- | ---------------------------------- | ---------------------------------- | ---------------------------------- | ---------------------------------- | ---------------------------------- |
| Scottish National Party            | 39.497                             | 23,4                               | −4,3                               | 3                                  | 0                                  | 2                                  | 0                                  |
| Labour Party                       | 37.605                             | 22,3                               | −3,2                               | 1                                  | 0                                  | 2                                  | −1                                 |
| Liberal Democrats                  | 31.655                             | 18,8                               | −2,6                               | 5                                  | 0                                  | 0                                  | 0                                  |
| Conservative Party                 | 26.989                             | 16,0                               | +1,1                               | 0                                  | 0                                  | 2                                  | 0                                  |
| Scottish Green Party               | 13.935                             | 8,3                                | +4,5                               | 0                                  | 0                                  | 1                                  | +1                                 |
| Socialist                          | 9000                               | 5,3                                | +4,4                               | 0                                  | 0                                  | 0                                  | 0                                  |
| UKIP                               | 1947                               | 1,2                                | +1,2                               | 0                                  | 0                                  | 0                                  | 0                                  |
| Robbie the Pict                    | 1822                               | 1,1                                | +0,5                               | 0                                  | 0                                  | 0                                  | 0                                  |
| Countryside Party                  | 1768                               | 1,1                                | +1,1                               | 0                                  | 0                                  | 0                                  | 0                                  |
| Sonstige                           | 2940                               | 1,8                                | −0,5                               | 0                                  | 0                                  | 0                                  | 0                                  |

| Mandate                               | Mandate             | Mandate           |
| Wahlkreis                             | Gewählt             | Partei            |
| ------------------------------------- | ------------------- | ----------------- |
| Argyll and Bute                       | George Lyon         | Liberal Democrats |
| Caithness, Sutherland and Easter Ross | Jamie Stone         | Liberal Democrats |
| Inverness East, Nairn and Lochaber    | Fergus Ewing        | SNP               |
| Moray                                 | Margaret Ewing      | SNP               |
| Orkney                                | Jim Wallace         | Liberal Democrats |
| Ross, Skye and Inverness West         | John Farquhar Munro | Liberal Democrats |
| Shetland                              | Tavish Scott        | Liberal Democrats |
| Western Isles                         | Alasdair Morrison   | Labour            |

| Additional Members | Additional Members              |
| Partei             | Name                            |
| ------------------ | ------------------------------- |
| SNP                | Rob Gibson Jim Mather           |
| Labour             | Maureen Macmillan Peter Peacock |
| Conservative       | Jamie McGrigor Mary Scanlon     |
| Scottish Green     | Eleanor Scott                   |

### Parlamentswahl 2007
| Ergebnisse der Parlamentswahl 2007 | Ergebnisse der Parlamentswahl 2007 | Ergebnisse der Parlamentswahl 2007 | Ergebnisse der Parlamentswahl 2007 | Ergebnisse der Parlamentswahl 2007 | Ergebnisse der Parlamentswahl 2007 | Ergebnisse der Parlamentswahl 2007 | Ergebnisse der Parlamentswahl 2007 |
| Partei                             | Stimmen                            | %                                  | ±                                  | Sitze                              | ±                                  | Add. Member                        | ±                                  |
| ---------------------------------- | ---------------------------------- | ---------------------------------- | ---------------------------------- | ---------------------------------- | ---------------------------------- | ---------------------------------- | ---------------------------------- |
| Scottish National Party            | 63.979                             | 34,4                               | +11,0                              | 4                                  | +2                                 | 2                                  | 0                                  |
| Liberal Democrats                  | 37.001                             | 19,9                               | +1,1                               | 4                                  | −1                                 | 0                                  | 0                                  |
| Labour Party                       | 32.952                             | 17,7                               | −4,6                               | 0                                  | −1                                 | 3                                  | +1                                 |
| Conservative Party                 | 23.334                             | 12,6                               | −3,4                               | 0                                  | 0                                  | 2                                  | 0                                  |
| Scottish Green                     | 8602                               | 4,6                                | −3,7                               | 0                                  | 0                                  | 0                                  | −1                                 |
| Scottish Christian                 | 6332                               | 3,4                                | +3,4                               | 0                                  | 0                                  | 0                                  | 0                                  |
| Scottish Senior Citizens           | 3841                               | 2,1                                | +2,1                               | 0                                  | 0                                  | 0                                  | 0                                  |
| BNP                                | 2152                               | 1,2                                | +1,2                               | 0                                  | 0                                  | 0                                  | 0                                  |
| Sonstige                           | 7580                               | 4,1                                | +2,3                               | 0                                  | 0                                  | 0                                  | 0                                  |

| Mandate                               | Mandate             | Mandate           |
| Wahlkreis                             | Gewählt             | Partei            |
| ------------------------------------- | ------------------- | ----------------- |
| Argyll and Bute                       | Jim Mather          | SNP               |
| Caithness, Sutherland and Easter Ross | Jamie Stone         | Liberal Democrats |
| Inverness East, Nairn and Lochaber    | Fergus Ewing        | SNP               |
| Moray                                 | Richard Lochhead    | SNP               |
| Orkney                                | Liam McArthur       | Liberal Democrats |
| Ross, Skye and Inverness West         | John Farquhar Munro | Liberal Democrats |
| Shetland                              | Tavish Scott        | Liberal Democrats |
| Western Isles                         | Alasdair Allan      | SNP               |

| Additional Members | Additional Members                      |
| Partei             | Name                                    |
| ------------------ | --------------------------------------- |
| Labour             | Rhoda Grant Peter Peacock David Stewart |
| SNP                | Rob Gibson David Thompson               |
| Conservative       | Jamie McGrigor Mary Scanlon             |

### Parlamentswahl 2011
| Ergebnisse der Parlamentswahl 2011 | Ergebnisse der Parlamentswahl 2011 | Ergebnisse der Parlamentswahl 2011 | Ergebnisse der Parlamentswahl 2011 | Ergebnisse der Parlamentswahl 2011 | Ergebnisse der Parlamentswahl 2011 | Ergebnisse der Parlamentswahl 2011 | Ergebnisse der Parlamentswahl 2011 |
| Partei                             | Stimmen                            | %                                  | ±                                  | Sitze                              | ±                                  | Add. Member                        | ±                                  |
| ---------------------------------- | ---------------------------------- | ---------------------------------- | ---------------------------------- | ---------------------------------- | ---------------------------------- | ---------------------------------- | ---------------------------------- |
| Scottish National Party            | 85.082                             | 47,5                               | +13,1                              | 6                                  | +2                                 | 3                                  | +1                                 |
| Labour Party                       | 25.884                             | 14,5                               | −3,2                               | 0                                  | 0                                  | 2                                  | −1                                 |
| Liberal Democrats                  | 21.729                             | 12,1                               | −7,8                               | 2                                  | −2                                 | 0                                  | 0                                  |
| Conservative Party                 | 20.843                             | 11,6                               | −1,0                               | 0                                  | 0                                  | 2                                  | 0                                  |
| Scottish Green                     | 9076                               | 5,1                                | +0,5                               | 0                                  | 0                                  | 0                                  | 0                                  |
| Scottish Christian                 | 3541                               | 2,0                                | −1,4                               | 0                                  | 0                                  | 0                                  | 0                                  |
| UKIP                               | 3372                               | 1,9                                | +1,2                               | 0                                  | 0                                  | 0                                  | 0                                  |
| All Scotland Pensioners Party      | 2770                               | 1,5                                | −0,6                               | 0                                  | 0                                  | 0                                  | 0                                  |
| Sonstige                           | 7403                               | 3,8                                | −0,3                               | 0                                  | 0                                  | 0                                  | 0                                  |

| Mandate                        | Mandate          | Mandate           |
| Wahlkreis                      | Gewählt          | Partei            |
| ------------------------------ | ---------------- | ----------------- |
| Argyll and Bute                | Michael Russell  | SNP               |
| Caithness, Sutherland and Ross | Rob Gibson       | SNP               |
| Inverness and Nairn            | Fergus Ewing     | SNP               |
| Moray                          | Richard Lochhead | SNP               |
| Orkney                         | Liam McArthur    | Liberal Democrats |
| Shetland                       | Tavish Scott     | Liberal Democrats |
| Skye, Lochaber and Badenoch    | David Thompson   | SNP               |
| Western Isles                  | Alasdair Allan   | SNP               |

| Additional Members | Additional Members                       |
| Partei             | Name                                     |
| ------------------ | ---------------------------------------- |
| SNP                | John Finnie Mike MacKenzie Jean Urquhart |
| Labour             | Rhoda Grant David Stewart                |
| Conservative       | Jamie McGrigor Mary Scanlon              |

### Parlamentswahl 2016
| Ergebnisse der Parlamentswahl 2016 | Ergebnisse der Parlamentswahl 2016 | Ergebnisse der Parlamentswahl 2016 | Ergebnisse der Parlamentswahl 2016 | Ergebnisse der Parlamentswahl 2016 | Ergebnisse der Parlamentswahl 2016 | Ergebnisse der Parlamentswahl 2016 | Ergebnisse der Parlamentswahl 2016 |
| Partei                             | Stimmen                            | %                                  | ±                                  | Sitze                              | ±                                  | Add. Member                        | ±                                  |
| ---------------------------------- | ---------------------------------- | ---------------------------------- | ---------------------------------- | ---------------------------------- | ---------------------------------- | ---------------------------------- | ---------------------------------- |
| Scottish National Party            | 81.600                             | 39,7                               | −7,8                               | 6                                  | 0                                  | 1                                  | −2                                 |
| Conservative Party                 | 44.693                             | 21,8                               | +10,2                              | 0                                  | 0                                  | 3                                  | +1                                 |
| Liberal Democrats                  | 27.223                             | 13,3                               | +1,2                               | 2                                  | 0                                  | 0                                  | 0                                  |
| Labour Party                       | 22.894                             | 11,2                               | −3,3                               | 0                                  | 0                                  | 2                                  | 0                                  |
| Scottish Green                     | 14.781                             | 7,2                                | +2,1                               | 0                                  | 0                                  | 1                                  | +1                                 |
| UKIP                               | 5344                               | 2,6                                | +0,7                               | 0                                  | 0                                  | 0                                  | 0                                  |
| Parteilos                          | 3689                               | 1,8                                | +1,8                               | 0                                  | 0                                  | 0                                  | 0                                  |
| Christian                          | 3407                               | 1,7                                | −0,3                               | 0                                  | 0                                  | 0                                  | 0                                  |
| RISE                               | 889                                | 0,4                                | +0,4                               | 0                                  | 0                                  | 0                                  | 0                                  |
| Solidarity                         | 793                                | 0,4                                | +0,3                               | 0                                  | 0                                  | 0                                  | 0                                  |

| Mandate                        | Mandate          | Mandate           |
| Wahlkreis                      | Gewählt          | Partei            |
| ------------------------------ | ---------------- | ----------------- |
| Argyll and Bute                | Michael Russell  | SNP               |
| Caithness, Sutherland and Ross | Gail Ross        | SNP               |
| Inverness and Nairn            | Fergus Ewing     | SNP               |
| Moray                          | Richard Lochhead | SNP               |
| Orkney                         | Liam McArthur    | Liberal Democrats |
| Shetland                       | Tavish Scott     | Liberal Democrats |
| Skye, Lochaber and Badenoch    | Kate Forbes      | SNP               |
| Western Isles                  | Alasdair Allan   | SNP               |

| Additional Members | Additional Members                          |
| Partei             | Name                                        |
| ------------------ | ------------------------------------------- |
| Conservative       | Douglas Ross Edward Mountain Donald Cameron |
| Labour             | Rhoda Grant David Stewart                   |
| SNP                | Maree Todd                                  |
| Green              | John Finnie                                 |